# Diocesi di Chimera
La diocesi di Chimera (in latino Dioecesis Chimaerensis) è una sede soppressa e sede titolare della Chiesa cattolica.

## Storia
Chimera, Chimarra o Cimarra, corrispondente all'odierna città e territorio albanese di Himara, è un'antica sede vescovile della regione dell'Epiro, eretta probabilmente nel X secolo all'epoca del Primo impero bulgaro.
La diocesi appare per la prima volta nella decisione di Basilio II del marzo 1020, con la quale l'imperatore definiva ulteriormente l'estensione e la giurisdizione dell'arcidiocesi di Acrida, di cui Chimera diventava una delle suffraganee. La provincia ecclesiastica di Acrida fu in questa occasione sottomessa al patriarcato di Costantinopoli e ne seguì la sorte con l'insorgere del cosiddetto scisma d'Oriente nel 1054. Nel secolo successivo, Chimera non appare più tra le suffraganee di Acrida, ma dell'arcidiocesi di Naupacto, a cui, forse, originariamente era appartenuta. È noto un vescovo Leonzio grazie alla scoperta del suo sigillo vescovile datato all'XI secolo; sono noti altri vescovi di questa diocesi dal XIV secolo.
La Santa Sede operò nella regione di Chimera nel XIV secolo, grazie all'intermediazione dei Veneziani. Dal XVI al XVIII secolo, per rispondere alla minaccia dei Turchi che islamizzavano l'Albania e gli albanesi, grazie all'opera di evangelizzazione dei monaci basiliani italo-albanesi della Calabria e soprattutto della Sicilia, ci fu un movimento di unione con la Chiesa cattolica da parte degli ortodossi e di mantenimento della fede e della cultura greco-cattolica per chi non volesse abbracciare l'islam.
Dal 1933 Chimera è annoverata tra le sedi vescovili titolari della Chiesa cattolica; dal 23 ottobre 2000 il vescovo titolare è José de Jesús Quintero Díaz, vicario apostolico di  Leticia.

## Cronotassi dei vescovi titolari
- François Joseph Maurer, C.S.Sp. † (16 novembre 1970 - 5 aprile 2000 deceduto)
- José de Jesús Quintero Díaz, dal 23 ottobre 2000